# Tinovul Șaru Dornei
Tinovul Șaru Dornei este o arie protejată de interes național ce corespunde categoriei a IV-a IUCN (rezervație naturală de tip mixt), fiind declarată prin Legea Nr. 5 din 6 matie 2000, iar prin O.M.1964/13.12.2007, este protejată ca propunere de sit pentru rețeaua ecologică europenă Natura 2000, în vederea conservării habitatelor naturale și a speciilor de plante și animale sălbatice de interes comunitar (Cod:  ROSCI0249 Tip: SCI). 

## Localizare
Rezervația naturală este situată în județul Suceava, pe teritoriul administrativ al comunei Șaru Dornei, în nord-estul localitatății Neagra Șarului, în apropiere drumului ce duce la Gura Haitii.

## Informații generale orientative
Tinoavele sau mlaștinile oligotrofe (sărace în substanțe nutritive) se întâlnesc în regiunile depresionare cu climat rece și umed și pe platourile înalte muntoase. În fapt sunt aglomerări de mușchi de tip Sphagnum, dar elementul interesant îl constituie prezența coniferelor, unele dintre ele relicte glaciare rămase captive după ultima glaciațiune terminată acum mai bine de 10.000 de ani).
De cele mai multe ori se întilnesc specii de pin, de molid sau brad, mai rar specii de flori.
Drenajul apei este slab, datorită turbei care este la origine un sol plin cu fragmente descompuse de plante, astfel că apa băltește aici permanent, (polenul prezent în turbă, ajută la stabilirea perioadelor de vegetație din era glaciară).

## Elemente caracteristice

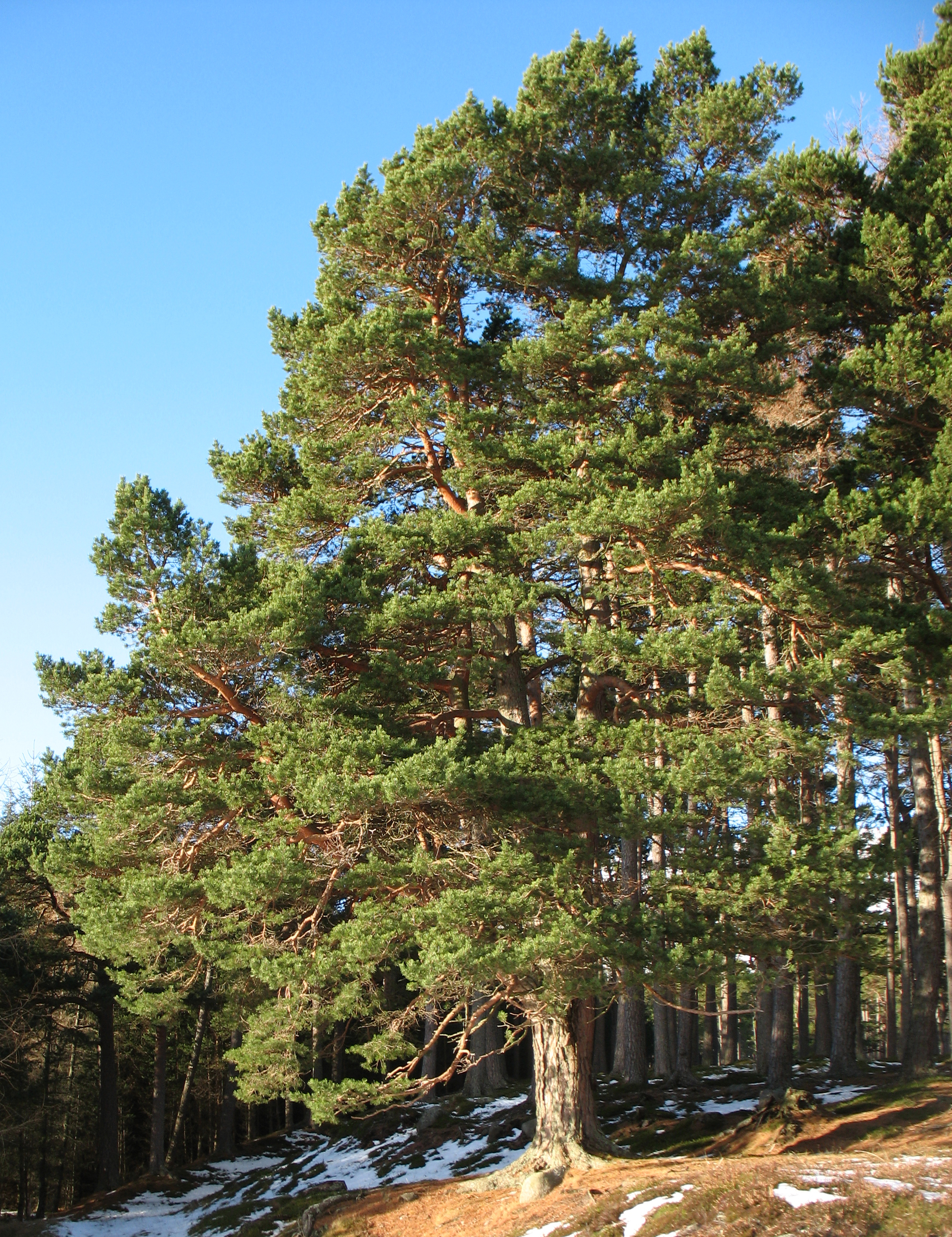
Pin silvestru (Pinus sylvestris)

Are o suprafață de 38 hectare, habitatul caracteristic fiind reprezentat de o turbărie acidă ombrotrofică, săracă în nutrienți minerali și hidrologic menținută în principal prin aportul precipitațiilor. Nivelul apei est mai înalt decât pânza freatică înconjurătoare, iar vegetația perenă este dominată de perne (movilițe) viu colorate de Sphagnum spp. (ce permit suprânălțarea mlaștinii în partea ei centrală), Erico-Sphagnetalia magellanici, Scheuchzerietalia palustris p.p., Utricularietalia intermedio-minoris p.p., Caricetalia fuscae p.p.).
Peste fondul vegetației alcătuit din mușchi arctic de tip Sphagnum, în condiții austere de troficitate, s-a dezvoltat un arboret de pin silvestru (Pinus silvestris forma turfosa), dedesubt fiind un strat de turbă.
Tot aici pot fi enumerate specii precum: 
- Plante: roua cerului (Drosera rotundifolia), bumbăcărița (Eriophorum vaginatum), răchițeaua (Vaccinium oxycoccos), ruginarea (Andromeda polifolia), curechiul de munte (Ligularia sibirica), specia de rogoz (Carex echinata)
- Păsări: codobatura vânătă (Anthus pratensis), fâsa de luncă (Motacilla cinerea), sfrânciocul (Lanius collurio)
- Mamifere: Mistrețul (Sus scrofa)

## Importanță
Sit important pentru conservarea speciei de pin silvestru (Pinus silvestris, forma turfosa).

## Habitat
Turbărie activă cu vegetație forestiră în zonă de păduri (păduri în tranziție) și pășuni.

## Calitate
Este într-o stare foarte bună de conservare

## Potențial turistic
Fără facilități de amenajare turistică